# Hendren Building
El Hendren Building es un edificio comercial histórico en el barrio Nob Hill de Albuquerque, la ciudad más poblada del estado de Nuevo México (Estados Unidos). Es uno de los ejemplos más notables de arquitectura Streamline Moderne de la ciudad y también fue representativo del auge del desarrollo comercial orientado al automóvil en el período inmediato de la posguerra. Construido en 1946, fue una de las últimas obras del arquitecto T. Charles Gaastra. Fue agregado al Registro de Bienes Culturales del Estado de Nuevo México en 1999 y al Registro Nacional de Lugares Históricos en 2000. 

## Historia
El Hendren Building fue construido en 1946 por J. L. Hendren, propietario de una tienda de comestibles local que vio el potencial para un mayor desarrollo comercial en el área de rápido crecimiento de Nob Hill. En ese momento, la ciudad se estaba expandiendo más lejos del Downtown, y los residentes de los nuevos desarrollos querían tiendas y negocios más cerca de sus hogares. En particular, Hendren creía que un edificio con consultorios médicos y una farmacia sería bienvenido por los residentes del área. Hendren encargó a T. Charles Gaastra el diseño del edificio, que terminó siendo una de las últimas obras del arquitecto antes de su muerte en 1947. Supuestamente, el diseño del Streamline Moderne se basó en una fotografía que Hendren había visto de un edificio en un lote de forma similar en algún lugar del Medio Oeste. La construcción comenzó a principios de 1946 y duró aproximadamente nueve meses.
La empresa de Hendren tuvo éxito y la propiedad se arrendó por completo en un año. Los inquilinos iniciales del edificio incluían una farmacia, una empresa de suministro eléctrico, una tienda de equipajes y consultorios médicos. El Hendren Building ha albergado varias empresas a lo largo de los años, pero sigue en uso para su propósito original a partir de 2015. El edificio fue remodelado a principios de la década de 2000, eliminando el revestimiento negro de vidrio estructural entre otras modificaciones.

## Arquitectura
El Hendren Building es un bloque comercial de techo plano de un piso ubicado en la esquina aguda formada por Dartmouth Drive y Monte Vista Boulevard. Tiene forma de V con alas que se extienden a lo largo de ambas calles y que albergan una serie de pequeños locales comerciales. Las líneas fuertemente horizontales del edificio y la entrada de esquina redondeada son típicas del estilo Streamline Moderne. En un principio, el exterior estaba revestido con piedra rosa y vidrio estructural negro, aunque este último se eliminó a principios de la década de 2000. Las letras de imprenta grandes sobre la línea del techo deletrean el nombre del edificio.